# Müggel Lacus
Der Müggel Lacus ist ein Methansee auf dem Saturnmond Titan. Mit einem Durchmesser von 170 km gehört er zu den größeren Seen Titans. Er liegt nahe dem Nordpol bei 84,44° Nord und 156,5° Ost. Seine nächsten Nachbarn sind der Freeman Lacus 551 km südlich und der periodische See Kutch Lacuna 625 km nördlich.
Der Müggel Lacus wurde von der Raumsonde Cassini-Huygens entdeckt und am 3. Dezember 2013 nach dem Berliner Müggelsee benannt.